# 埃莉察·瓦西列娃
埃莉察·瓦西列娃（羅馬化：Elitsa Vasileva，1990年5月13日—），保加利亞女子排球運動員，司職主攻手。現時效力於俄超豪門莫斯科迪纳摩女排俱乐部。
她是保加利亞國家女子排球隊隊員。瓦西列娃的主攻表現達世界水準，但其國家排球隊發展緩慢。很快她就加盟不同頂級聯賽的豪門。其男友為塞爾維亞國家男子排球隊主攻手亞歷山大·阿塔納斯耶維奇。